# Sven Küntzel

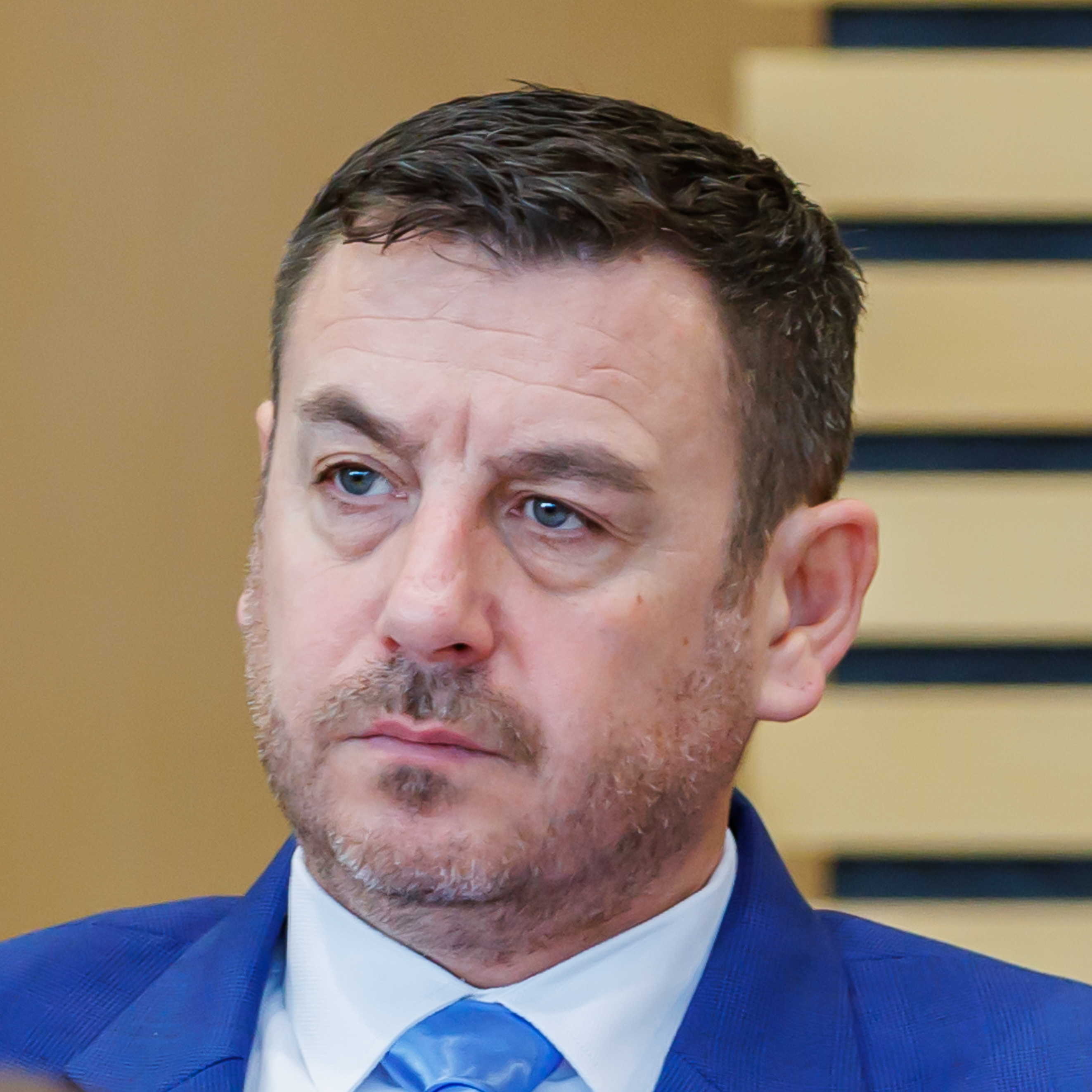
Küntzel (2024)

Sven Küntzel (* 1973 in Erfurt) ist ein deutscher Politiker (BSW).

## Leben und Beruf
Sven Küntzel ist in Erfurt geboren und machte nach dem Abschluss an der polytechnischen Oberschule eine Ausbildung zum Kfz-Mechaniker. Nach dem Wehrdienst bei der Bundeswehr vollzog er zunächst eine Ausbildung zum mittleren Polizeivollzugsdienst und war seitdem Polizeivollzugsbeamter. Von 2005 bis 2008 studierte er für gehobenen Polizeivollzugsdienst an der Fachhochschule für öffentliche Verwaltung (Fachbereich Polizei) und schloss dort als Diplomverwaltungswirt (FH) ab. Zwischen 2008 und 2024 war er im Kriminaldienst in der Landespolizeidirektion und im Thüringer Ministerium für Inneres und Kommunales tätig.
Küntzel lebt in Dachwig, ist verheiratet und hat ein Kind.

## Politik
2024 trat er im Bündnis Sahra Wagenknecht bei und zog bei der Landtagswahl 2024 über den siebten Listenplatz im 8. Thüringer Landtag ein. Er ist außerdem Mitglied der BSW-Fraktion im Kreistag des Landkreises Gotha sowie Mitglied im Gemeinderat von Dachwig.